# Putin muss gehen
„Putin muss gehen“ (russisch «Путин должен уйти») ist eine Website und eine öffentliche Kampagne zur Sammlung von Unterschriften von russischen Bürgern zu einem Appell, dessen Ziel die Entfernung des Präsidenten Russlands – beziehungsweise zum Zeitpunkt des Kampagnenstarts des Ministerpräsidenten – Wladimir Putin aus seiner Machtposition ist.

## Geschichte
Die Kampagne wurde im Internet am 10. März 2010 von Aktivisten der Opposition und mehreren russischen Persönlichkeiten des kulturellen Lebens gestartet.
In dem Appell wurde der damals amtierende Präsident Dmitri Medwedew als bloßer Statthalter Putins bezeichnet («Simeon Bekbulatowitsch») und jenem vorgeworfen, sich verfassungswidrig eine lebenslange Präsidentschaft verschaffen zu wollen und das Entstehen einer freien Gesellschaft zu verunmöglichen.
Zum Zeitpunkt der Veröffentlichung wurde der Appell von 34 Persönlichkeiten des öffentlichen Lebens verschiedener ideologischer Ausrichtung unterzeichnet: den Menschenrechtlern Jelena Bonner und Lew Ponomarjow, den Politikern Wladimir Bukowski, Garri Kasparow und Boris Nemzow, dem Verschwörungstheoretiker Juri Muchin, dem Wirtschaftswissenschaftler Andrei Illarionow, den Schriftstellern Sachar Prilepin und Wiktor Schenderowitsch, dem Rockmusiker Michail Borsykin, dem politischen Denker Geidar Dschemal und anderen. Viele von ihnen sind Mitglieder der Opposition und Organisationen wie der Nationalversammlung der Russischen Föderation. Später unterzeichneten viele andere Persönlichkeiten des öffentlichen Lebens den Appell.
Die Oppositionspolitiker Michail Kasjanow, Wladimir Ryschkow und Eduard Limonow unterstützten die Kampagne ebenfalls, obwohl sie den Appell nicht unterzeichneten.
Einer der Hauptorganisatoren der Kampagne ist Garri Kasparow. Ab dem 17. März 2010 hielt die Vereinigte Bürgerfront in Moskau eine Mahnwache zur Unterstützung der Kampagne. Ab Mai 2010 führten die Spitzen der Vereinigten Bürgerfront mehrere Treffen mit Befürwortern in einer Reihe russischer Städte durch. Die Organisatoren planen, ein Online-Netzwerk für Befürworter einzurichten.
Am 23. Oktober und 12. Dezember 2010 fanden im Zentrum von Moskau Kundgebungen für die Absetzung Putins mit etwa 1000–2000 Teilnehmern statt.
Bis zum 4. Februar 2011 hatten etwa 75.000 Bürger Russlands den Appell unterzeichnet, bis November 2016 waren es zirka 151.800.

## Berichterstattung in den Medien

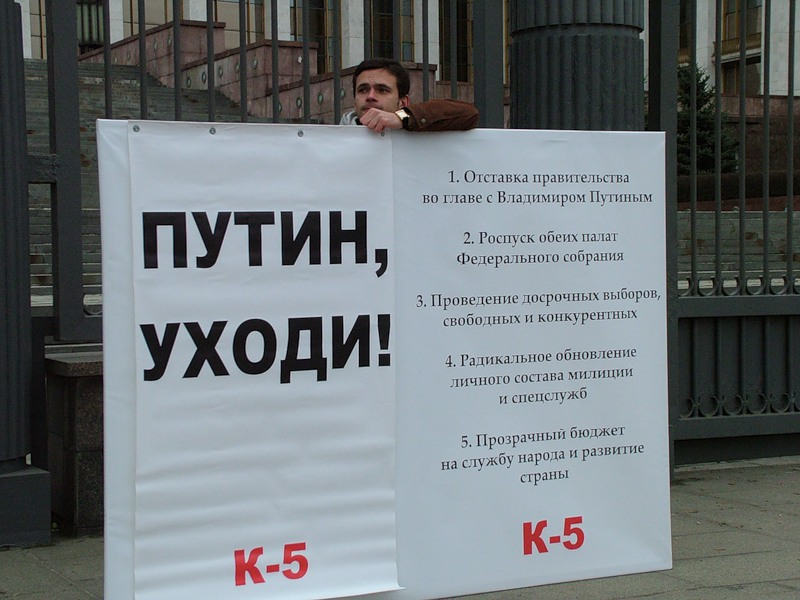
Mahnwache von Ilja Jaschin vor dem Weißen Haus in Moskau am 18. November 2010

Über die Kampagne wurde in verschiedenen russischen und ausländischen Medien berichtet, wie:
- Russische Medien: Echo Moskwy[9], Nowaja gaseta[10], Polit.ru[11], Iswestija[12], Nesawissimaja gaseta[13], Prawda[14], Delowoi Peterburg, Sobesednik[15], Expert[16], The Moscow Times[17];

- Deutsche Medien: Deutsche Welle[18], Frankfurter Rundschau[19], Tagesschau.de[20];

- Andere ausländische Medien: AFP[21], Courrier International[22] (Frankreich); BBC[23] (Großbritannien); Radio Liberty[24], American Thinker[25], The Weekly Standard[26] (USA); First Caucasian[27] (Georgien), Svenska Dagbladet[28] (Schweden), Ekstra Bladet[29], Dagbladet Information[30] (Dänemark), Adevărul[31] (Rumänien), Libertópolis[32] (Guatemala), L'Occidentale[33] (Italien).